# Chrysler Building
Das Chrysler Building ist ein 1930 fertiggestellter Wolkenkratzer im Stil des Art déco in Manhattan in New York City und zählt zu den Wahrzeichen der Metropole.
Der Büroturm befindet sich im Viertel Turtle Bay an der Lexington Avenue, Ecke 42nd Street in Midtown Manhattan. Er steht auf einem Grundstück der privaten Hochschule Cooper Union, hat die Adresse „405 Lexington Avenue“ und ist nur einen Block vom Grand Central Terminal entfernt. Schräg gegenüber steht mit dem Chanin Building ein weiterer bekannter Wolkenkratzer im Art-déco-Stil.
Das Chrysler Building ist 318,8 Meter (1046 Fuß) hoch und damit zusammen mit dem 2007 erbauten New York Times Tower auf Rang 13 der höchsten Gebäude in New York City. Unter den höchsten Gebäuden der Vereinigten Staaten nehmen beide Gebäude den 21. Rang ein (jeweils Stand 2023). Auftraggeber war Walter Percy Chrysler, der es ursprünglich für die Chrysler Corporation zwischen 1928 und 1930 bauen ließ. Für die Planung des Wolkenkratzers im Art-déco-Stil war der Architekt William Van Alen verantwortlich. Das Gebäude zählt zu den schönsten Wolkenkratzern jener Epoche.

## Geschichte

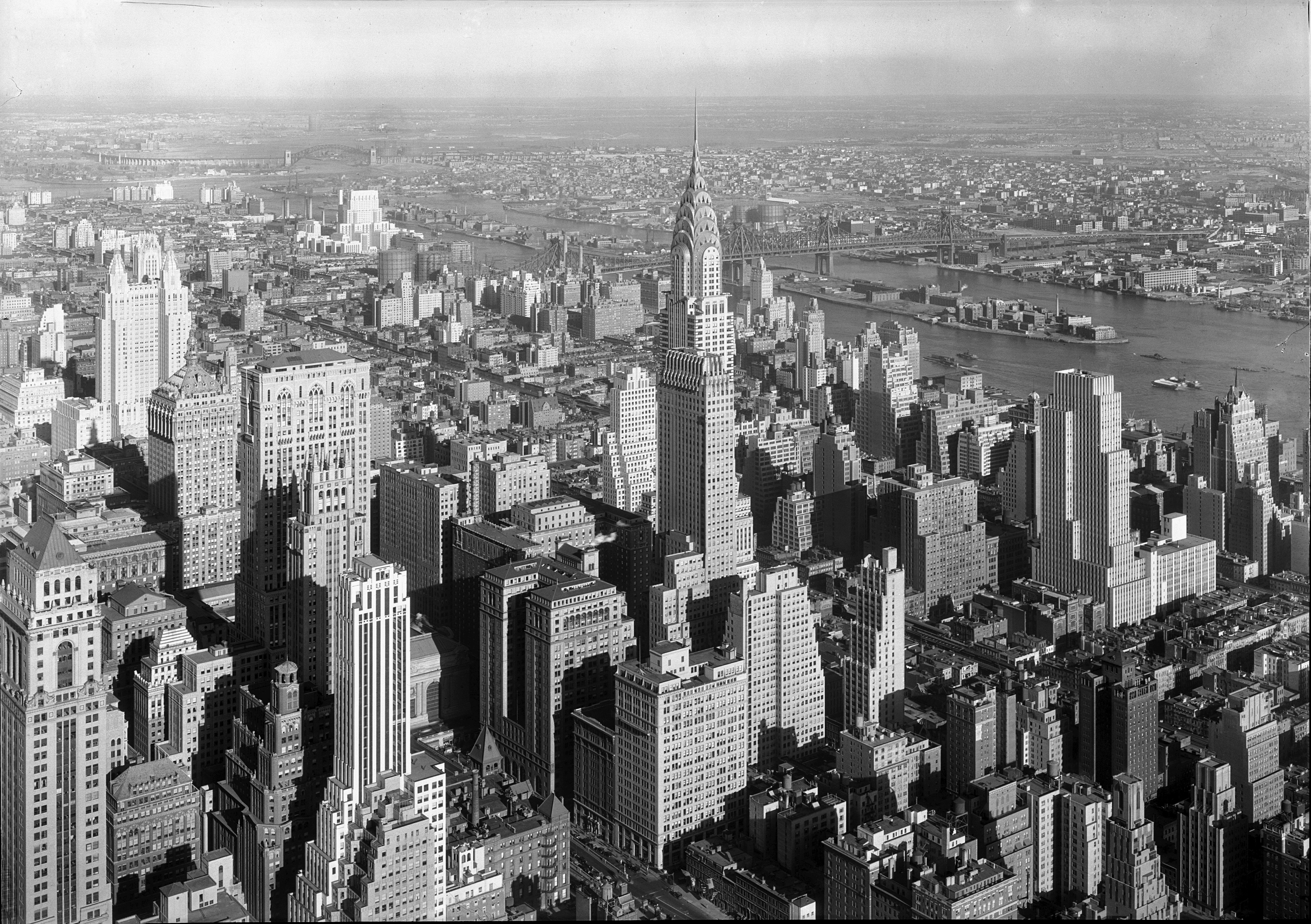
Historische Aufnahme: Blick auf das Gebäude vom Empire State Building im Jahr 1932

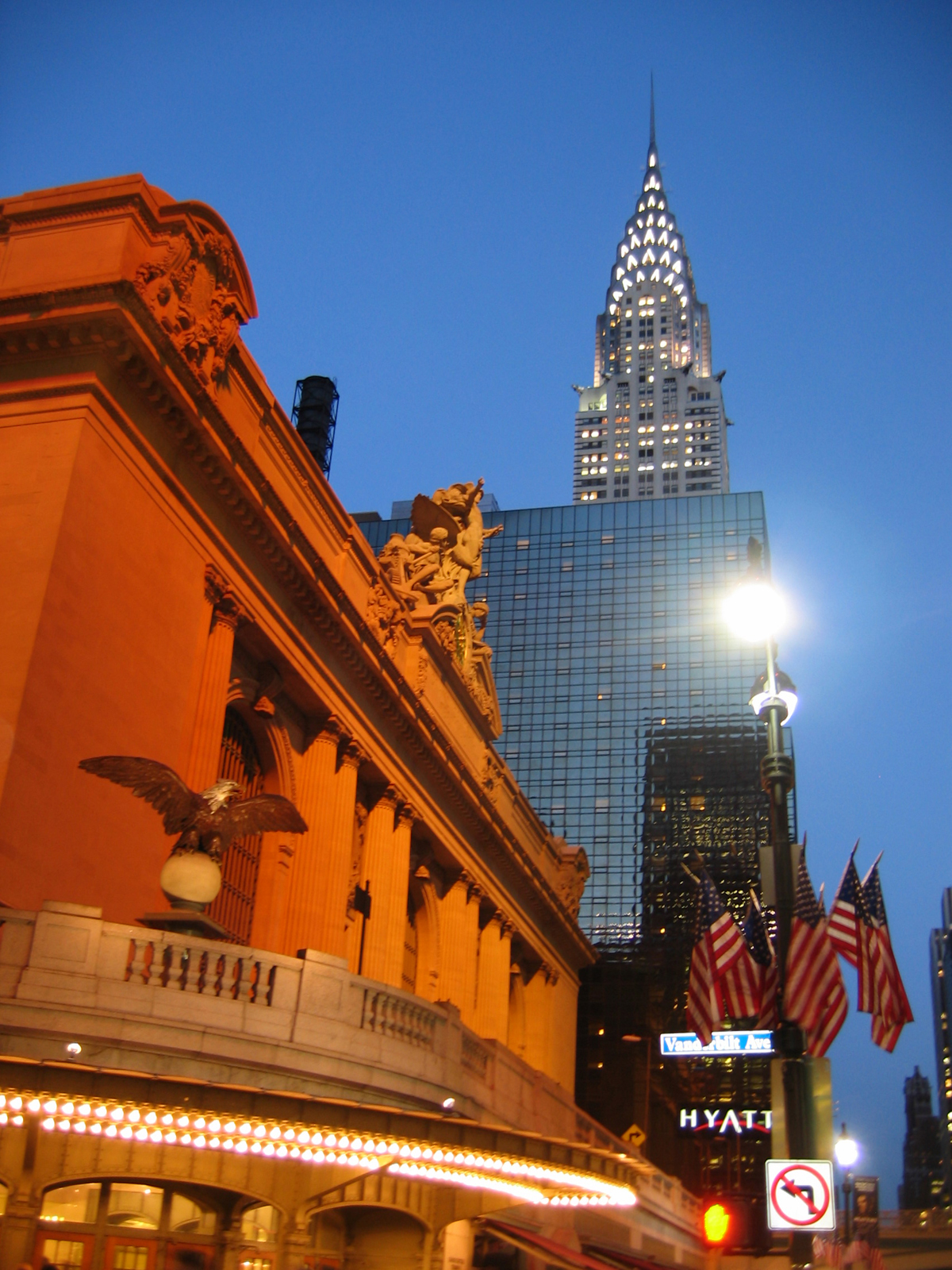
Das Chrysler Building, vor ihm der New Yorker Bahnhof Grand Central Terminal, der sich unweit des Gebäudes befindet

### Entstehungsbedingungen

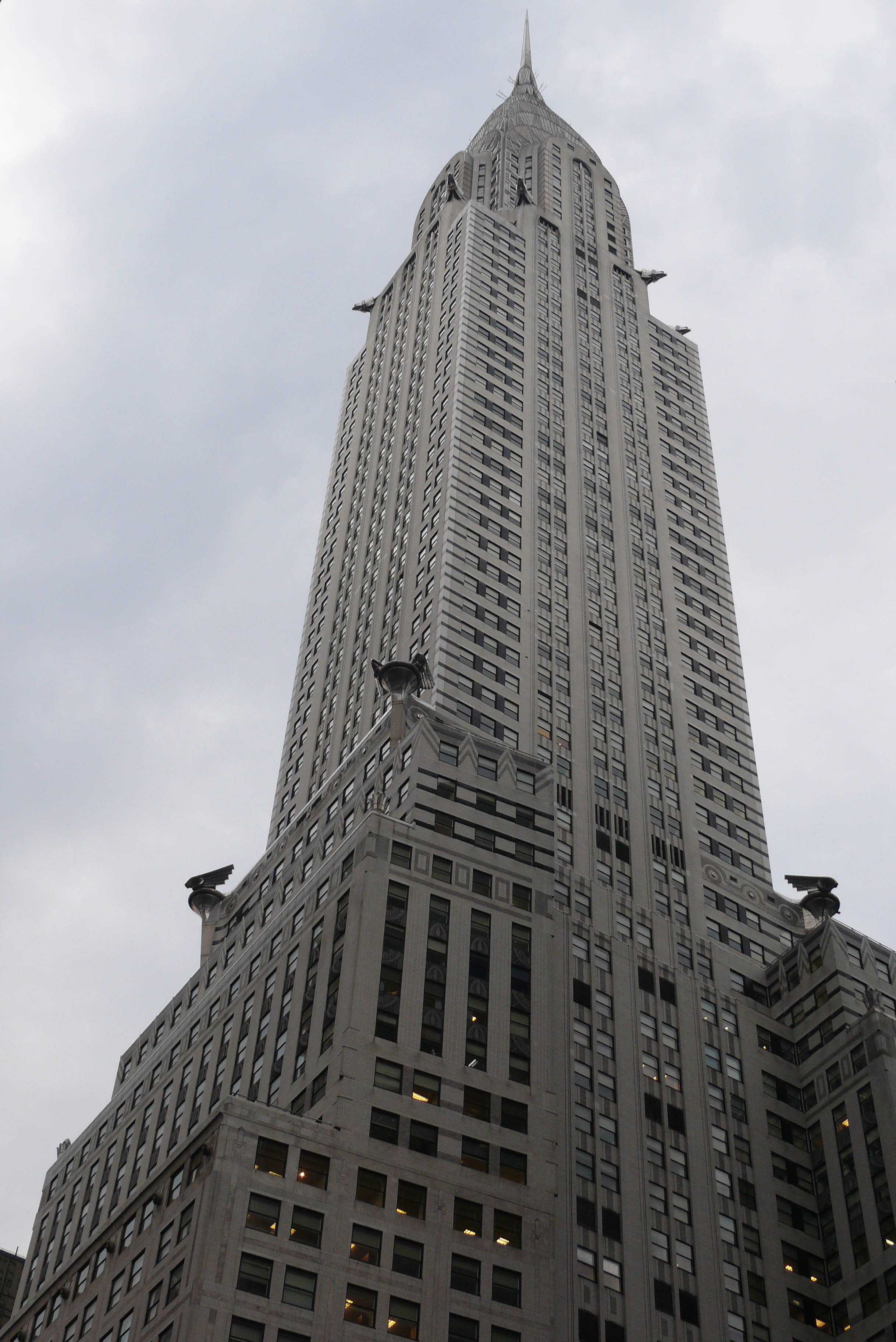
Blick von unten

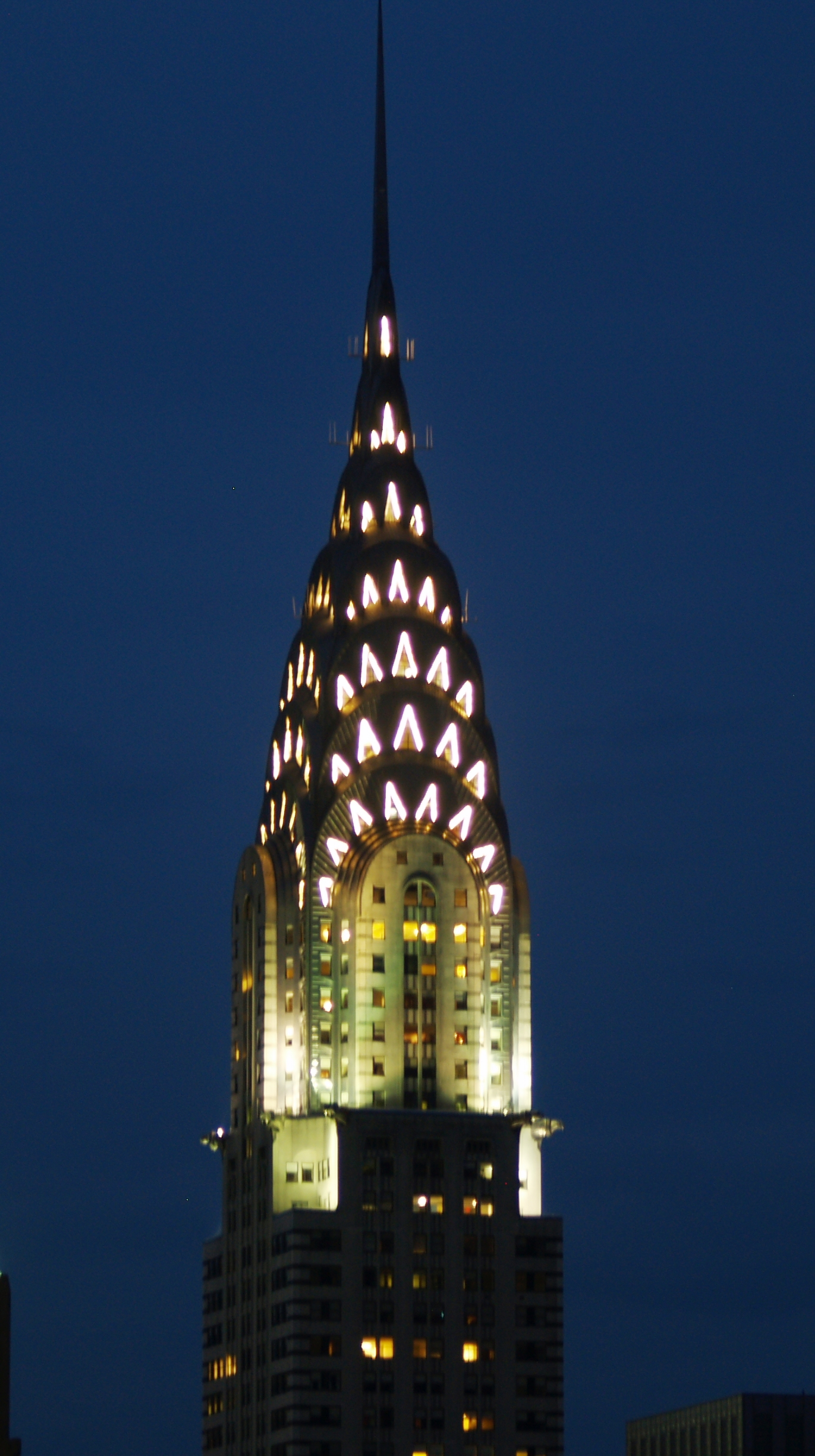
Turmspitze am Abend

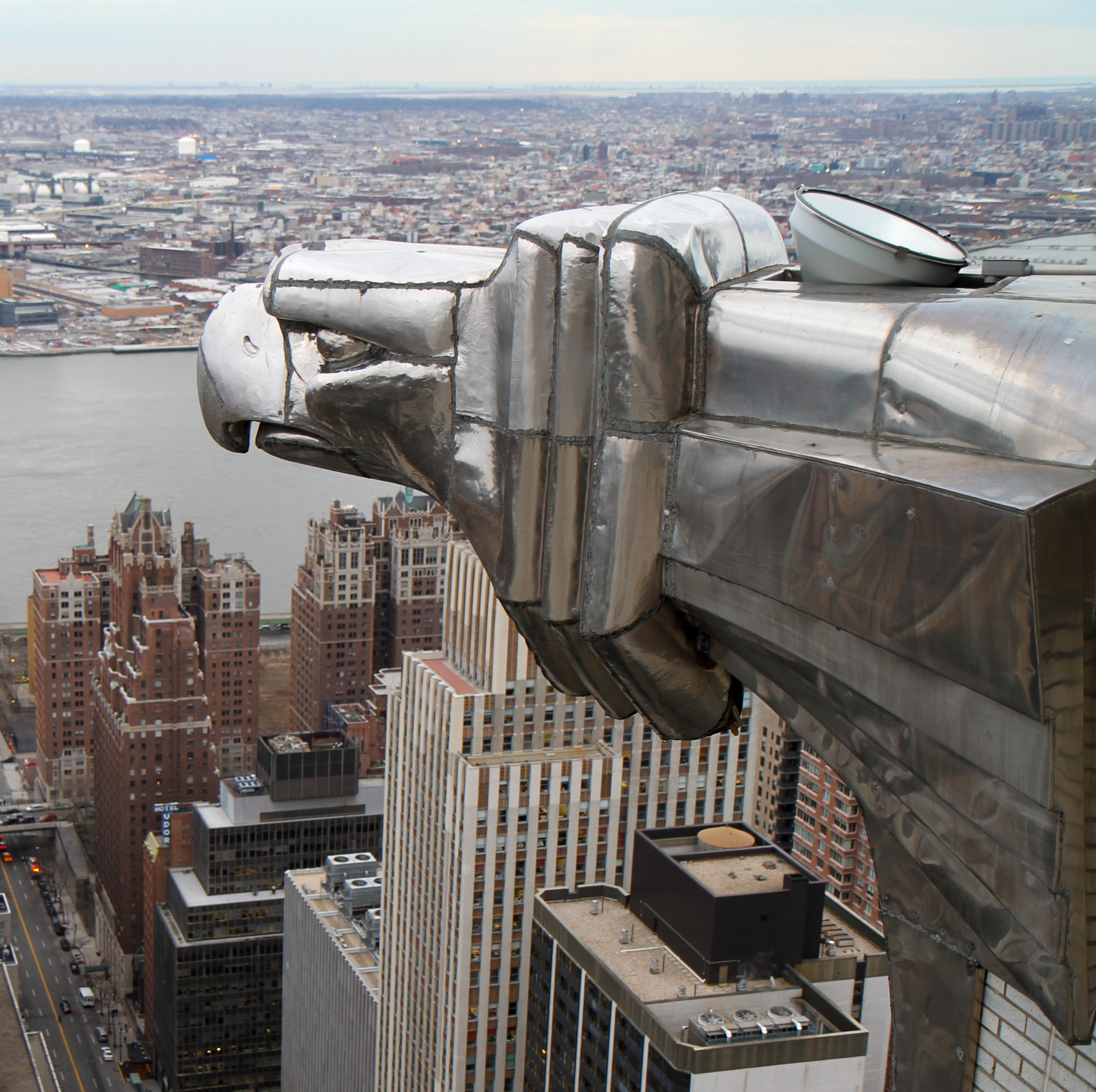
Adlerkopffigur im 61. Stockwerk

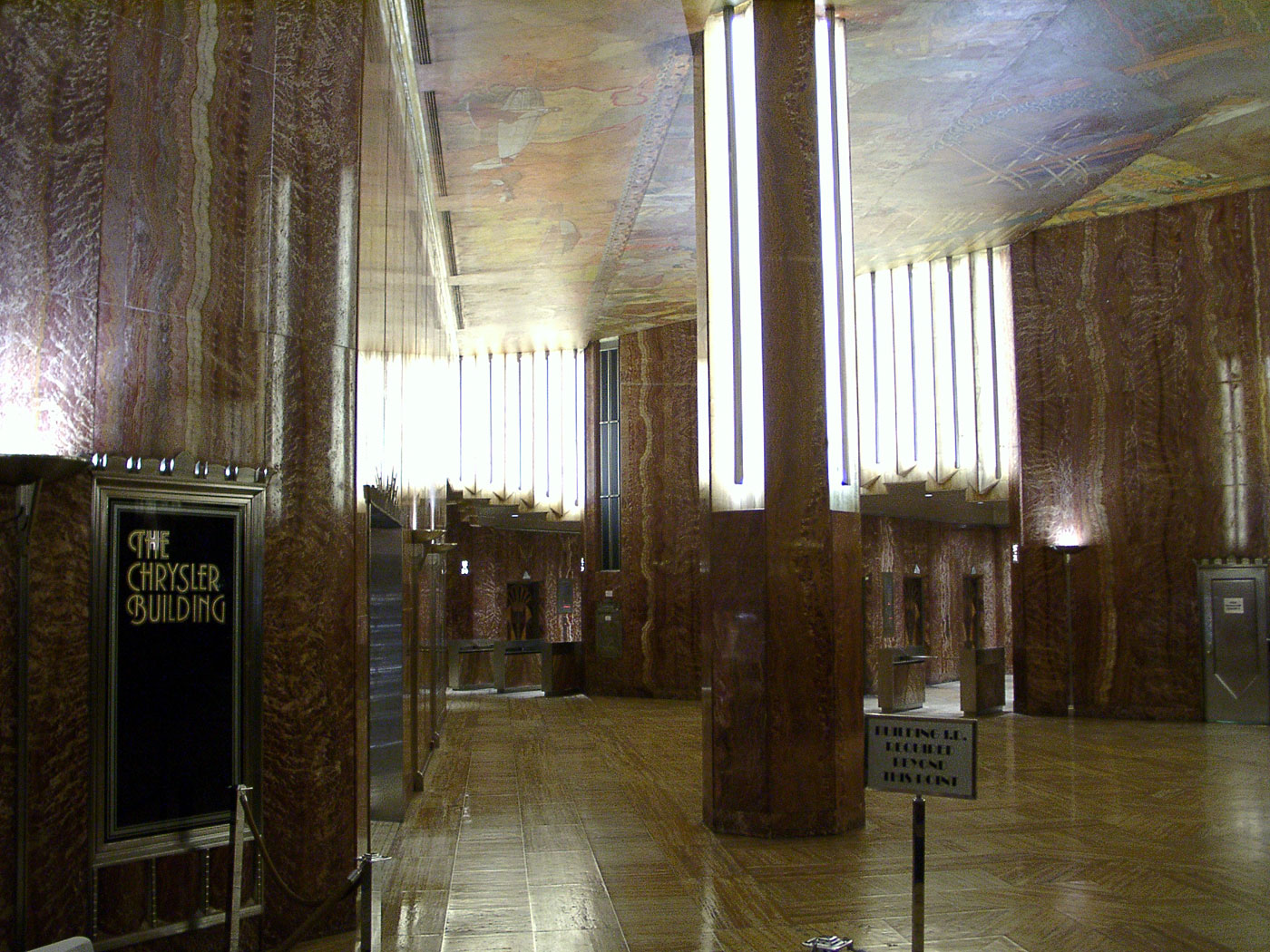
Lobby des Chrysler Building

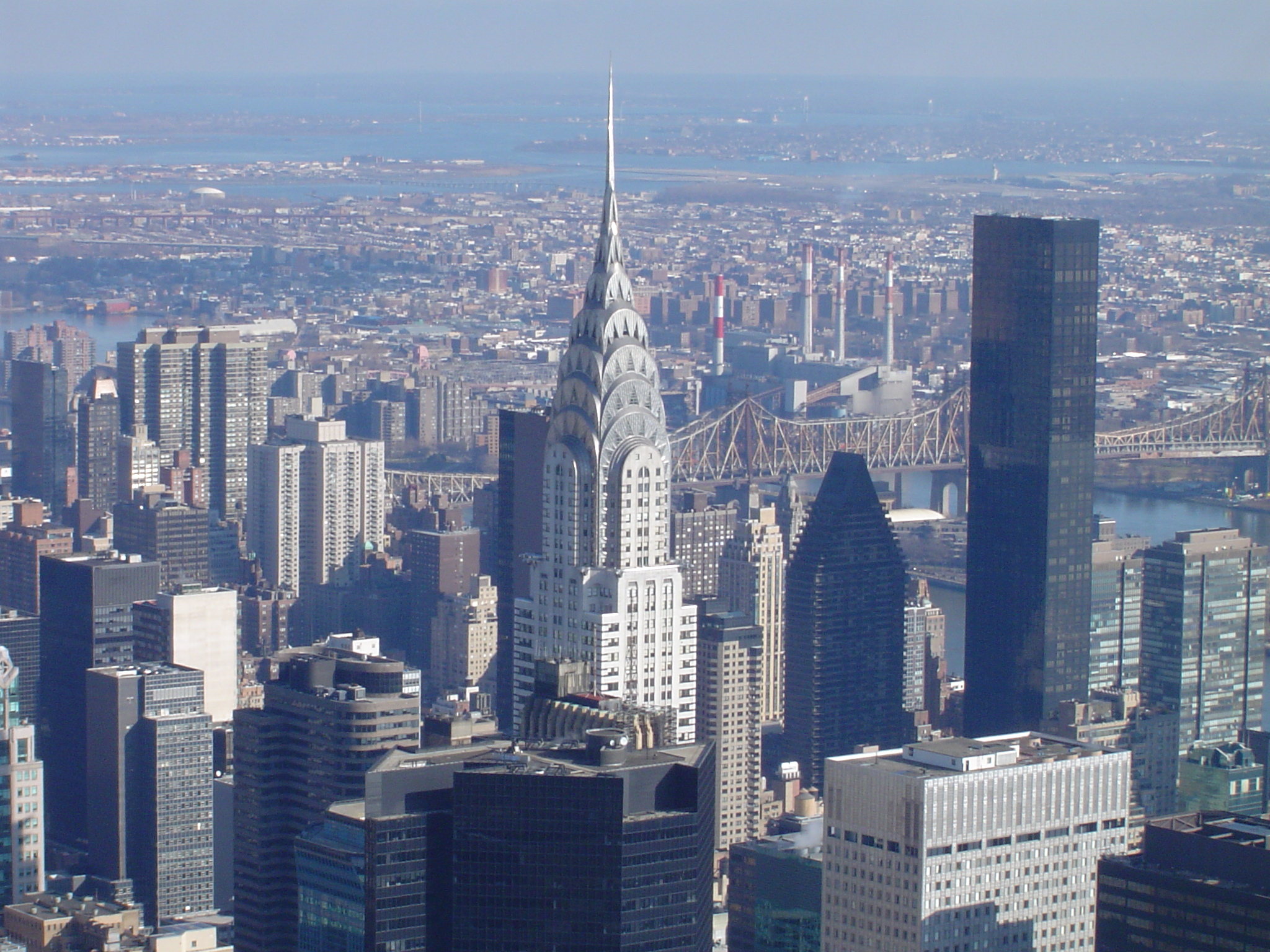
Das Chrysler Building im Stadtkontext, gesehen vom Empire State Building aus. Weiter rechts der Trump World Tower

Paradoxerweise entstanden viele Wolkenkratzer in der Zeit der Weltwirtschaftskrise. Das liegt zum einen an der Hochphase vor der Krise: Das Bruttosozialprodukt der USA war nach dem Ersten Weltkrieg innerhalb von acht Jahren um 50 % gestiegen, und dieser Konjunktursprung führte zu zahlreichen Neubauten und Planungen von Geschäftshäusern. Zum anderen kamen den Bauherren bei der anschließenden Ausführung während der Krise die radikal gesunkenen Arbeitslöhne nach dem Börsencrash 1929 zugute. Sie konnten für das gleiche Geld wesentlich mehr Arbeiter einstellen als geplant. Die Macht der Gewerkschaften war gebrochen, die Arbeitslöhne waren niedrig, Arbeiter standen in Massen zur Verfügung. Ein Gebäude dieses Ausmaßes hätte unter normalen Verhältnissen in dieser kurzen Bauzeit nicht errichtet werden können. Pro Woche wurden durchschnittlich vier Stockwerke errichtet, für die damaligen Verhältnisse ein Rekord. (Ähnliche Effekte konnte man auch später beobachten: Das höchste Gebäude der Welt, der Burj Khalifa in Dubai, wurde 2010, in der Zeit der Finanzkrise, fertig. Geplant wurde er jedoch vor dem Wirtschaftsabschwung.)

### Baugeschichte
Obwohl das Gebäude speziell für den Autohersteller Chrysler konstruiert und gebaut wurde, bezahlte die Firma weder für den Bau, noch besaß sie es jemals. Walter P. Chrysler hatte entschieden, privat dafür aufzukommen, um es an seine Kinder weitergeben zu können.
Die Grundsteinlegung für das Gebäude fand am 19. September 1928 statt. Am 27. Mai 1930 wurde es feierlich eingeweiht. Mit 319 Metern war es bei der Eröffnung das höchste Gebäude der Welt und auch das erste, das die 1000-Fuß-Marke (305 Meter) durchbrach. Bis zum Dach misst es 282 Meter; da die Metallspitze aber zur Grundstruktur des Gebäudes gehört, wird sie zur offiziellen Höhe mitgezählt.
Während der Erbauung hatte es bis in die letzten Tage einen Wettlauf mit dem Turm der Bank of Manhattan (heute 40 Wall Street oder The Trump Building) gegeben, den das Chrysler Building für sich entschied. Der Architekt William Van Alen hatte 1930 die 56 Meter hohe Spitze bis zum letzten Moment geheim gehalten, damit der Konkurrent, die Bank of Manhattan, deren Gebäude gerade 283 Meter Höhe erreicht hatte, nicht mehr reagieren konnte. Die einzelnen Bestandteile dieser Metallspitze waren im Heizungsschacht des Gebäudes zunächst gelagert und vormontiert worden. Dann wurden die riesigen Stahlplatten heimlich auf das 65. Geschoss gebracht, dort zusammengeschraubt und anschließend in einem Stück mit einem Drehkran auf das Gebäude aufgesetzt, das damit 319 Meter Höhe erreichte und die Konkurrenz deutlich übertrumpfte. Dieses Unterfangen dauerte weniger als 1½ Stunden. Dieser Stahlaufbau, genannt „Vortex“ (lat. Wirbel, Drehung), dient lediglich als Dekoration, wiegt 30 Tonnen und ist ein Beispiel des Art déco.
Allerdings blieb das Chrysler Building nur kurz das höchste Gebäude der Welt. 1931 wurde in Midtown Manhattan das Empire State Building mit einer Höhe von 381 Metern fertiggestellt und war damit deutlich höher als alle anderen Gebäude. Bis zum Jahr 1969 blieb das Chrysler Building jedoch der zweithöchste Wolkenkratzer der Welt und gehörte noch bis in die späten 1990er Jahre zu den „Top Ten“ der weltweit höchsten Gebäude.

### Spätere Entwicklung
Im 67. Stockwerk befand sich eine besonders während der Prohibition bekannte Restaurant-Bar, der so genannte Cloud Club, in der ehemaligen ‚Wohnung‘ des Firmengründers Walter P. Chrysler.
Lediglich die Lobby des Chrysler Building ist der Öffentlichkeit zur Besichtigung zugänglich (inkl. eigenem Subway-Zugang, jedoch nur werktags). Um zu den noch im Stil des Art déco gehaltenen Aufzügen zu gelangen, braucht man einen speziellen Ausweis oder einen Termin bei einer der dort ansässigen Firmen.
Nach dem Tod von Walter P. Chrysler 1940 kam das Gebäude zur W.P Chrysler Building Corporation, die es zusammen mit der Erbenfamilie 1953 für 18 Millionen US-Dollar an den Immobilienmakler William Zeckendorf verkaufte. 1960 erwarben die Immobilieninvestoren Sol Goldman und Alex DiLorenzo mittels Finanzierung durch die Massachusetts Mutual Life Insurance Company (MassMutual) das Gebäude. Die wiederum übernahm 1975 die Anteile für 35 Millionen US-Dollar. Im Dezember 1976 wurde das Hochhaus zur National Historic Landmark erklärt.
Bis 1979 wurde das Gebäude für rund 23 Millionen US-Dollar komplett renoviert. Im September 1979 wurde es von Jack Kent Cooke übernommen. Nach dem Tod von Cooke 1997 übernahm das Immobilienunternehmen Tishman Speyer Properties zusammen mit The Travelers Companies, Inc. (ab 1998
Teil der Citigroup) das Gebäude für eine geschätzte Summe von 210 bis 250 Millionen US-Dollar (187 bis 223 Millionen Euro). Im März 2001 übernahm die deutsche Investmentgesellschaft TMW Immobilien AG aus München über ihre US-amerikanische Tochter für rund 390 Millionen US-Dollar rund 75 Prozent des Gebäudes. Zu den größten Anteilseignern der TMW gehörten der Ergo Trust der Ergo Group, die Provinzial Versicherung sowie drei deutsche Privatbanken.
Zwischen Herbst 2001 und Juli 2008 befand sich das Gebäude im Besitz der zur Ergo Group gehörenden GVP Gesellschaft für Vertriebs- und Produktmanagement AG (heute Ideenkapital Financial Service AG) aus Düsseldorf, die hierfür einen geschlossenen Immobilienfonds (ProVictor) auflegte. Sie verkaufte das Gebäude zu einem Anteil von 90 Prozent am 9. Juli 2008 an den Staatsfonds Abu Dhabi Investment Council (Mubadala) für 800 Millionen US-Dollar (713 Millionen Euro).
Reuters-Informationen zufolge wurde im März 2019 das sanierungsbedürftige Chrysler Building für lediglich 150 Millionen US-Dollar an ein Unternehmen verkauft, das je zur Hälfte der österreichischen Signa Holding und dem amerikanisch-deutschen Unternehmen RFR Group der deutschstämmigen Immobilieninvestoren Aby Rosen und Michael Fuchs gehört. Weiteren Medienberichten zur Folge waren der Grund für den extrem niedrigen Verkaufspreis des Chrysler Gebäudes an das Gemeinschaftsunternehmen von Signa und RFR der bevorstehende extrem hohe Bodenpachtanstieg von 7,75 Millionen Dollar im Jahr 2018 auf 31,5 Millionen US-Dollar im Jahr 2023. Bis 2028 soll die Pacht weiter auf 41 Millionen US-Dollar steigen und 2029 auf 67 Millionen US-Dollar. Eigentümer des Bodengrundes unter dem Gebäude ist seit 1902 die Cooper Union, die wiederum – als eine Stiftung – die Pacht steuerfrei einnimmt.

### Nutzer des Gebäudes
Die Chrysler Corporation bezog das Gebäude 1930 als dessen Ankermieter und nutzte die Räumlichkeiten bis in die 1950er Jahre als Abteilungshauptquartier. Weitere Mieter der ersten Stunde waren Time und Texaco. Weil Time Bedarf an mehr Büroräumen hatte, zog es 1937 ins Rockefeller Center um. Texaco zog 1967 nach Purchase, New York, weil das Unternehmen die Arbeitsplätze in eine Vorortumgebung verlegen wollte.
Zu den Nutzern des Gebäudes in der Gegenwart gehören: Regus, Creative Artists Agency, Blank Rome, Clyde & Co, InterMedia Partners, Troutman Sanders Reprieve und YES Network.

## Baustil
Das Gebäude wurde im Stil des Art déco errichtet. Am Gebäude finden sich Zierelemente aus rostfreiem Stahl, die an Wasserspeier (Gargoylen) erinnern, Flügelhelm-artige Figuren, die den Chrysler-Kühlerfiguren von 1926 nachempfunden sind, und Adlerköpfe – das Wappentier der Vereinigten Staaten. Außerdem wurden am 31. Stockwerk Zierelemente in Form von Chrysler-Motorhauben und Kachelfriese in Form von Chrysler-Radkappen als Zierrat an der Fassade verwendet. Auch die Kuppel des Gebäudes ist aus nichtrostendem Stahl gefertigt. Die Spitze bildet eine sich pyramidenhaft verjüngende Turmkrone aus Kacheln und Nickeltafeln, aus der eine 27 Tonnen schwere Nickelstahlnadel ragt.
Die für die New Yorker Skyline so unverwechselbare Beleuchtung kommt durch unscheinbare Leuchtstofflampen zustande, die an den Fensterrahmen angebracht sind. Die Fenster sind als Schiebefenster gestaltet und lassen sich in allen Etagen öffnen.

## Höhe

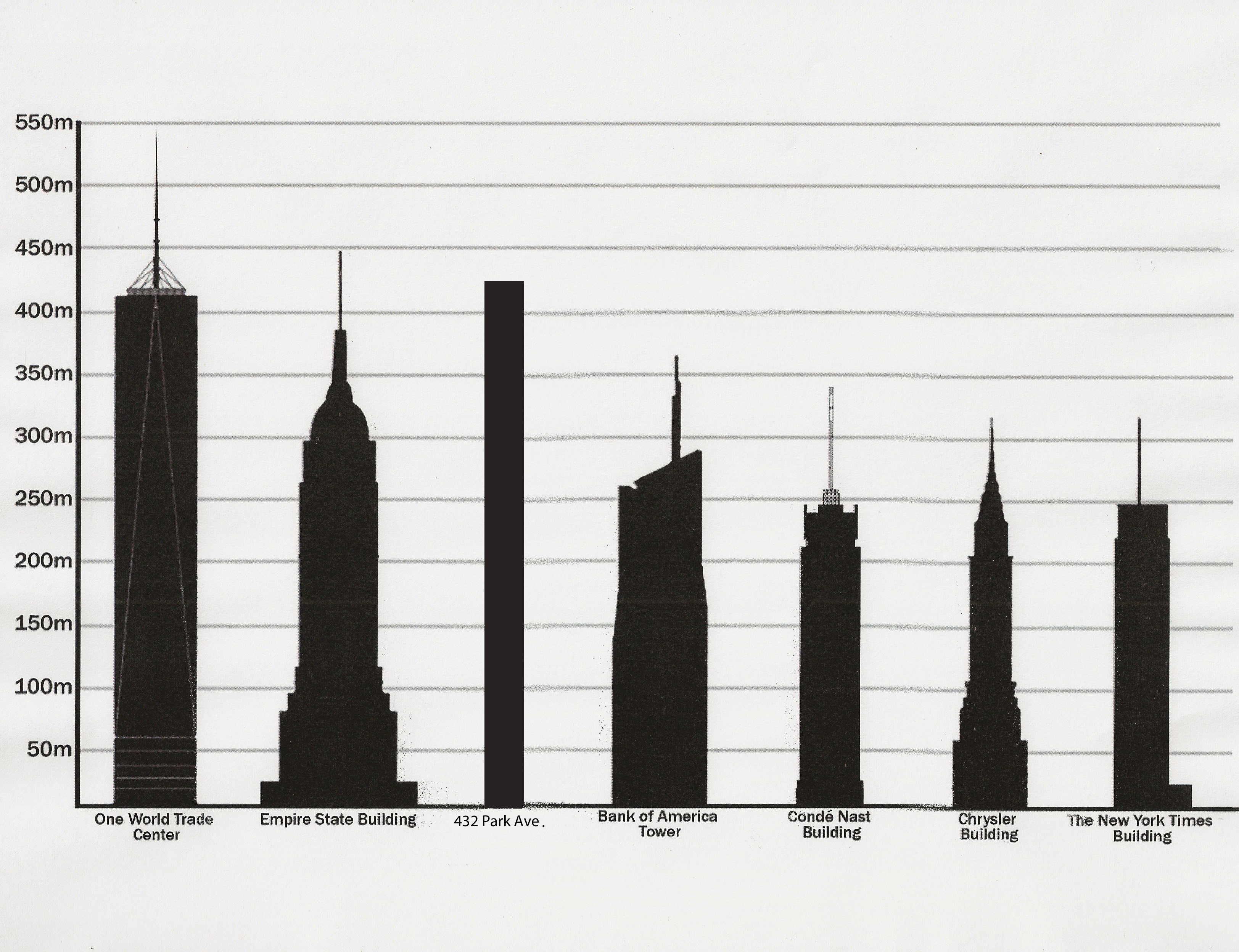
Liste der höchsten Gebäude in New York (Stand 2015)

Bei seiner Fertigstellung im Jahr 1930 war das Chrysler Building mit 319 Metern Höhe das höchste Gebäude der Erde und übertraf das 283 Meter hohe Bank of Manhattan Company Building (heute 40 Wall Street). Auch überrundete es als erstes Bauwerk den Eiffelturm, der aufgrund kaum vorhandener Nutzflächen nicht als Gebäude, sondern lediglich als Bauwerk gewertet wird. Doch schon ein Jahr nach der Fertigstellung, im Mai 1931, wurde es vom Empire State Building um 62 Meter (381 Meter hoch) überholt. Fortan war es noch bis zur Fertigstellung des 344 Meter hohen John Hancock Center in Chicago im Jahr 1969 das zweithöchste Gebäude der Welt.
Innerhalb New Yorks wurde es 1972 und 1973 durch die Türme des früheren World Trade Center (417 Meter und 415 Meter) erneut übertroffen. Nach deren Zerstörung 2001 wurde es zeitweise wieder zum zweithöchsten Gebäude New York Citys, bis 2009 der 366 Meter hohe Bank of America Tower fertig wurde (bereits 2007 erreichte der New York Times Tower dieselbe Höhe wie das Chrysler Building). Seit 2014 ist auch das Gebäude 432 Park Avenue höher. Inzwischen rangiert das Chrysler Building zusammen mit dem New York Times Tower nur noch auf Platz 13 der höchsten Gebäude in New York. Unter Berücksichtigung seiner 2003 fertiggestellten Antenne ist auch das Conde Nast Building höher als das Chrysler Building. Seitdem der Eiffelturm über eine Fernseh- und Funkturmantenne verfügt, ist auch dieser wieder höher als das Chrysler Building (aktuell misst der Eiffelturm 330 Meter).

## Ähnliche Gebäude
Im Laufe der Zeit sind in den USA, wie auch weltweit, eine Reihe von Wolkenkratzern entstanden, bei denen man sich in der Planung und Konzeption am Chrysler Building orientierte. Dies gilt insbesondere für die Spitze des Gebäudes. Besonders bekannt sind diesbezüglich Bauten wie der One Liberty Place in Philadelphia oder die Al Kazim Towers in Dubai, die jedoch beide niedriger als das Chrysler Building sind. Das New York-New York Hotel & Casino in Las Vegas zitiert unter anderem auch das Chrysler Building.

## Schutzausweisung
Das Gebäude kam 1976 als National Historic Landmark ins National Register of Historic Places und wurde 1978 von der Landmarks Preservation Commission als New York City Landmark ausgewiesen.

## Daten
- Etagen: 77
- Höhe: 318,92 m
- Höhe Dach: 282 m
- Höchstes Stockwerk: 274 m
- Höchste Aussichtsetage: 238,66 m
- Fenster: 3.750
- Stahl: 21.000 t
- Ziegelsteine: 4.000.000
- Wasserrohre: 50 km
- Elektrokabel: 1000 km